# Ташкентська десятка
Від 1 липня до 5 серпня 1969 року в Ташкентському міському суді за статтями 190-1 Кримінального кодексу РРФСР та аналогічних кодексів інших радянських республік судили десятьох кримськотатарських правозахисників, яких часто називали «ташкентською десяткою», за словами прокурора Бориса Березовського, за «активну участь у вирішенні так званого кримськотатарського питання [sic]». Згідно зі стандартною практикою того часу, в судових документах кримських татар постійно називали «особами татарської національності, які раніше проживали в Криму», і уникали визнання кримських татар окремою етнічною групою, використовуючи принизливі фрази на кшталт «так звані кримські татари», щоб висміяти вживання відповідачами етноніму «кримський татарин».

## Відповідачі
- Світлана Аметова
- Решат Байрамов
- Айдер Барієв
- Руслан Емінов
- Ридван Гафаров
- Іззет Хаїров
- Муніре Халілова
- Роллан Кадиєв
- Різа Умеров
- Ісмаїл Язиджиєв